# ذى الشاط (المشنة)

تعديل مصدري - تعديل

ذى الشاط هي إحدى قرى عزلة الحوج العدنى بمديرية المشنة التابعة لمحافظة إب، بلغ تعداد سكانها 676 نسمة حسب تعداد اليمن لعام 2004.